# أكساديازول
أكساديازولات هي صنف من المركبات العضوية الحلقية غير المتجانسة وغير المشبعة؛ لها الصيغة الكيميائية C2H2N2O وهي مركبات عطرية من عائلة الآزولات.
يوجد أربعة متصاوغات من الأكساديازولات، وهي:

3،2،1-أكساديازول
4،2،1-أكساديازول
5،2،1-أكساديازول (فورازان)
4،3،1-أكساديازول

يعد الفورازان (5,2,1-أكساديازول) من أشهر هذه المركبات، وعلى العموم تظهر هذه المركبات كوحدات بنائية في العديد من المواد الفعالة في العقاقير والمستحضرات الصيدلانية بما فيها رالتغرافير وبلكوناريل وغيرها.
يعد المصاوغ 3,2,1-أكساديازول غير مستقر كيميائياً، ويخضع لتفاعل فتح حلقة ليشكل صنو من ديازو الكيتون، ولكن على الرغم من ذلك فإنه يوجد في ضمن الوحدة البنائية لأيون سيدنون sydnone العضوي غير الاعتيادي.

## اقرأ أيضاً
- آزولات
- ثياديازول
- ديثيازول